# Nenad Stekić
Nenad Stekić (* 7. März 1951 in Belgrad; † 18. Juli 2021 ebenda) war ein jugoslawischer Weitspringer.

## Karriere
Nenad Stekić gewann bei den Junioreneuropameisterschaften 1970 die Bronzemedaille im Weitsprung. Zwei Jahre später wurde er erstmals jugoslawischer Meister und verteidigte diesen Titel im Folgejahr mit einer Weit von 7,96 m. 1974 stellte er mit einer Weite von 8,24 m einen neuen Landesrekord auf; dies war zugleich die zweitbeste Weite des Jahres. Im weiteren Jahresverlauf landete er bei den Europameisterschaften in Rom hinter Walerij Pidluschnyj auf dem Silber-Rang. Auch 1975 bewies sich Stekić in Topform und sprang am 25. Juli in Montreal 8,45 m. Dies war, nach Bob Beamons Weltrekord, der zweitweiteste Sprung der Geschichte und zugleich ein neuer Europarekord. Zudem siegte Stekić bei den Mittelmeerspielen in Algier und gewann Silber bei der Universiade in Rom. Bei seiner ersten Olympiateilnahme in Montreal ein Jahr später wurde er seiner Favoritenrolle auf eine Medaille nicht gerecht und wurde am Ende Sechster.
Trotz der Enttäuschung bei den Olympischen Spielen zeigte er sich im Folgejahr bereits wieder in Topform. Er stellte mit 8,27 m die Weltjahresbestleistung auf und gewann bei der Universiade in Sofia sowie bei den nationalen Meisterschaften erneut Gold. 1978 konnte Stekić mit einem Sprung auf 8,12 m eine weitere Silbermedaille bei den Europameisterschaften in Prag gewinnen. 1979 verteidigte er bei den Mittelmeerspielen in Split seinen Titel und belegte bei der Universiade in Mexiko-Stadt Platz fünf. In der Vorbereitung auf die Olympischen Spiele 1980 in Moskau konnte Stekić mit seiner Saisonbestleistung von 8,11 m die Silbermedaille bei den Halleneuropameisterschaften 1980 in Sindelfingen gewinnen. Bei den Olympischen Spielen in Moskau verletzte sich Stekić bei seinem ersten Sprung in der Qualifikationsrunde und schied als 30. vorzeitig aus. In den Folgejahren konnte Stekić jedoch nicht mehr an seinen Leistungen der Vorjahre anknüpfen. Zwar qualifizierte er sich vier Jahre später erneut für die Olympischen Spiele und nahm an den ersten Weltmeisterschaften 1983 in Helsinki teil (Platz 5), konnte allerdings keine weitere internationale Medaille gewinnen.